# René Brun
René Brun est un acteur, né le 3 juillet 1908 à Paris. Il est mort le 16 mars 2001 à Nice.

## Filmographie
- 1949 : Occupe-toi d'Amélie de Claude Autant-Lara
- 1950 : Prélude à la gloire de Georges Le Marchal
- 1950 : La Vie chantée de Noël-Noël
- 1951 : La nuit est mon royaume de Georges Lacombe
- 1952 : Massacre en dentelles de André Hunebelle
- 1953 : L'Appel du destin de Georges Lacombe
- 1956 : La Traversée de Paris de Claude Autant-Lara
- 1958 : Le Joueur de Claude Autant-Lara
- 1960 : Vive Henri IV, vive l'amour de Claude Autant-Lara
- 1975 : Pas de problème !

## Théâtre
- 1948 : Le Cirque aux illusions de René Aubert, mise en scène Jan Doat, Théâtre Mouffetard
- 1948: Le Petit Prince de Saint-Exupéry, Théâtre Mouffetard